# Crisi a Corea del 2013

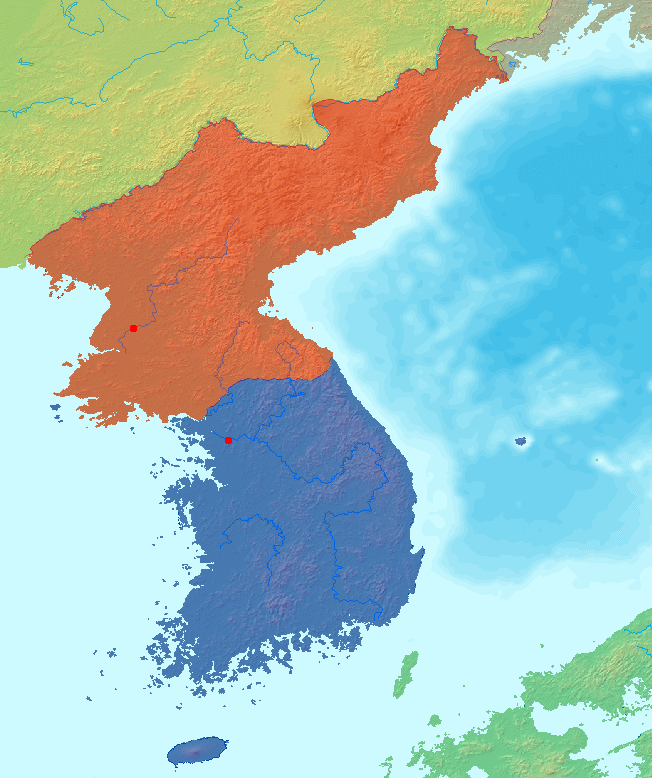
Països de la península coreana: Corea del Nord en taronja i Corea del Sud en blau. Les seves capitals respectives, Pyongyang i Seül es mostren amb punts vermells.

La crisi a Corea de 2013 es va desencadenar al febrer del 2013, a causa d'una prova nuclear realitzada per part de Corea del Nord en resposta a la resolució 2087 del Consell de Seguretat de l'ONU sol·licitada pels Estats Units, que la va sancionar pel llançament del satèl·lit Kwangmyongsong-3
La prova nuclear va portar als Estats Units a sol·licitar novament al Consell de Seguretat l'aplicació de més sancions contra el govern nord-coreà, el que es va produir a través de la resolució 2094. Dies després, Corea del Sud i Estats Units van anunciar que es reforçarien les maniobres militars conjuntes que porten a terme anualment. En resposta a aquestes maniobres, Corea del Nord va anul·lar el pacte de no-agressió que mantenia amb Corea del Sud i va tallar les línies de comunicació directes amb el seu veí.
El 29 de març, dos bombarders B-2A nord-americans amb capacitat nuclear van llançar projectils davant del mar de Corea. el que va ser considerat per Pyongyang com l'inici de la guerra contra la seva nació. El 30 de març, Corea del Nord va anunciar que entrava en «estat de guerra».
Des de la finalització de la Guerra de Corea amb un armistici el 1953, la tensió a la península coreana mai no ha desaparegut, a causa de la successió de diversos moviments militars a banda i banda de la frontera i en els mars adjacents per part dels dos països i la resta de potències regionals.

## Antecedents

### Llançament del Kwangmyongsong-3 2
El 12 de desembre de 2012, per commemorar els 100 anys del naixement del fundador de la república Kim Il-sung, Corea del Nord va llançar a l'espai un satèl·lit artificial anomenat Kwangmyŏngsŏng-3 2.
Després del llançament immediatament es va desfermar la polèmica pel fet que, a petició dels Estats Units, el Consell de Seguretat de l'ONU va aprovar noves sancions contra el país socialista, amb l'al·legat que el llançament en realitat va consistir en una prova d'un míssil balístic. El llançament va sorprendre a molts, diversos mitjans de premsa del món, incloent mitjans de la Xina, Rússia i Japó van publicar que Corea del Nord havia entrat a la fila dels països capaços de fabricar i llançar satèl·lits al món. La Comandància de Defensa Aeroespacial d'Amèrica del Nord va informar que tant el satèl·lit com el llançador espacial i els seus residus "no constitueixen factors que amenacin la seguretat dels Estats Units"
El govern nord-coreà va assegurar que el llançament va ser únicament per posar un satèl·lit en òrbita, i va negar que es tractés d'una prova bèl·lica. El 22 de gener el govern nord-coreà va procedir a registrar-lo davant les Nacions Unides, tot indicant que es tractava d'un satèl·lit d'observació de la Terra destinat a vigilar els cultius, els recursos forestals i els desastres naturals i que tenia un període nodal de 95 minuts 25 segons.
No obstant això, la majoria de les nacions del món van condemnar l'acció, fins i tot la Xina -que per un pacte militar està obligada a defensar Corea del Nord en cas d'agressió-va assegurar no estar d'acord amb el que ha passat. A més, els històrics rivals de Corea del Nord, Estats Units, Japó i Corea del Sud van afirmar que això es tractava d'una prova militar i amb finalitats bèl·liques; amb l'única missió de provocar els seus adversaris polítics.
Després del llançament, els nord-coreans van celebrar l'esdeveniment. L'endemà, Corea del Nord va realitzar una multitudinària celebració a la plaça Kim Il-sung a Pyongyang per donar a conèixer l'èxit de l'operació.

### Sancions del Consell de Seguretat de l'ONU
Després del llançament de la petició del Japó, Estats Units i Corea del Sud, el Consell de Seguretat de l'ONU va realitzar una reunió per tractar l'esdeveniment i, com a resultat d'això, van emetre una declaració on els 15 membres del consell consideraven que el llançament havia estat una prova de míssil balístic.
Finalment, el 22 de gener de 2013, es va arribar a la conclusió de sancionar Corea del Nord pel llançament del satèl·lit, un fet que el Consell de Seguretat va considerar com una prova de míssil balístic. Per la seva banda Corea del Nord va denunciar que les sancions del Consell de Seguretat van ser imposades sota el patrocini dels Estats Units amb la finalitat d'entorpir el desenvolupament econòmic i tecnològic nord-coreà, afirmant que la tecnologia de coets emprada per al llançament de satèl·lits és la mateixa que la usada per als míssils balístics.

### Resposta de Corea del Nord
Després de les sancions del Consell de Seguretat de Nacions Unides, el 23 de gener el govern de Corea del Nord va anunciar la continuació de les seves proves i que ja no només es dedicarien a míssils, sinó netament a l'esforç nuclear amb finalitats bèl·liques. A més, van amenaçar directament al seu enemic nord-americà, tot anunciant que podrien llançar míssils de llarg abast contra aquest país.
| «                                                | "No amaguem que llançarem una sèrie de satèl·lits i coets de llarg abast i farem proves nuclears de nivell superior a la propera nova fase de la lluita contra els Estats Units, l'enemic jurat del poble coreà" | » |
| — Comissió Nacional de Defensa de Corea del Nord | |   |

El govern nord-coreà va acusar els Estats Units de liderar a les Nacions Unides un "moviment contra el Nord sense precedents" i obstaculitzar mitjançant noves sancions contra els esforços de Pyongyang per desenvolupar la seva economia. La televisió estatal va declarar, a més, que "aquest fet ha provat una vegada més que el Nord ha de defensar la seva sobirania per si mateix. Ha quedat clar que no pot haver desnuclearització de la península coreana abans que el món no s'hagi desnuclearitzat ".
Després d'aquestes declaracions, Estats Units va demanar al país asiàtic de no realitzar un tercer assaig nuclear (els dos primers van ser el 2006 i 2009). Els nord-americans van enviar Glyn Davies a Corea del Nord per evitar aquest tercer assaig.

## Prova nuclear
El 12 de febrer de 2013, tot i els "advertiments" de l'ONU, Corea del Nord va efectuar una prova nuclear com a prova bèl·lica. La prova atòmica va ser la més poderosa en la història del país i ocasionar un sisme de magnitud estimada entre 4,9 i 5,2 en l'escala de Richter, segons els informes del Servei Geològic dels Estats Units i els seus homònims de la Xina, Corea del Sud i Japó. Les coordenades de l'epicentre van ser 41° 18′ N, 129° 05′ E / 41.30°N,129.08°E, ubicades al comtat de Kilju, on hi ha la zona de proves atòmiques de Punggye-ri.
El tercer assaig atòmic que duia a terme Corea del Nord, després dels realitzats el 2006 i 2009, va suposar un clar desafiament a l'ONU i als Estats Units, però també a la Xina, que havia advertit el seu veí que no l'efectués. El país socialista va desafiar fortament als seus opositors amb aquest assaig nuclear; a més, va declarar que estava igualat militarment contra ells i que estava llest per respondre en cas de qualsevol atac. Cal assenyalar que Corea del Nord justificava el seu programa nuclear en considerar-lo "una mesura de defensa pròpia" amb la qual es garantia el seu poder contra les "polítiques hostils dels Estats Units, recolzades pel seu aliat, Corea del Sud". Mentrestant, Corea del Sud va condemnar l'atac, però, per contra, va afirmar que tant Washington DC com Pequín van ser prèviament avisats d'aquesta prova atòmica.
Les reaccions per la prova van ser variades:
- El president dels Estats Units, Barack Obama, va assegurar que la prova era "una provocació" i va apel·lar a unes "ràpides" i "creïbles" respostes de la comunitat internacional. "Els Estats Units portaran a terme les mesures necessàries per defensar els seus aliats. I ho faran en coordinació amb els seus socis", va afegir.[40]
- El govern sud-coreà, a través de la seva nova presidenta, Park Geun-hye, va manifestar la seva enèrgica condemna a l'acció del seu veí del nord, i va manifestar que aquesta acció constituïa una greu amenaça per a la pau a la península de Corea. Alhora, va prometre "fermesa" davant la provocació[41][42]
- William Hague, ministre d'Exteriors del Regne Unit, va condemnar "enèrgicament" la prova nuclear de Corea del Nord i va anunciar que el seu Govern donaria suport a una "forta resposta" en el Consell de Seguretat de Nacions Unides.[43]
- Rússia va condemnar "fermament" la prova nuclear, en considerar el fet com una violació de les resolucions de l'ONU. "Condemnem aquestes accions i, al costat del llançament d'un coet balístic dut a terme a principis (de desembre), creiem que són una violació de les resolucions del Consell de Seguretat", segons van dir a l'agència Interfax fons dels Ministeri d'Afers Exteriors d'aquell país.[44]
- El Secretari General de les Nacions Unides, el sud-coreà Ban Ki-moon, va assenyalar que la prova nuclear "clara i greu violació de les resolucions del Consell de Seguretat". També va declarar que confiava que els 15 membres adoptessin les "accions adequades".[34]
- El govern nord-coreà va sostenir que les proves nuclears eren una resposta a la política hostil dels Estats. Units. contra la seva nació i a les sancions que Occident li havia imposat pel llançament del satèl·lit Kwangmyŏngsŏng-3.[45]

El govern de Corea del Nord es va separar del Tractat de No Proliferació Nuclear, el que va amenaçar encara més la seguretat mundial. Estats Units i Corea del Sud es van alarmar, ja que els nord-coreans començaven a significar una amenaça important per a tots dos països. A més, Xina, que havia estat el principal aliat de Pyongyang, considerava acceptables les sancions contra Corea del Nord i disminuïa la seva ajuda al país; la qual cosa va despertar la polèmica a la península, si bé, paradoxalment, el govern xinès va declarar que no abandonaria a Corea del Nord tot i donar suport a les sancions, ja que segons Xina les sancions del Consell de Seguretat de l'ONU no eren la via adequada per resoldre el conflicte i l'única solució correcta era mantenir negociacions i atendre les preocupacions de totes les parts implicades d'una manera equilibrada.

## Exercicis militars de Corea del Sud i Estats Units

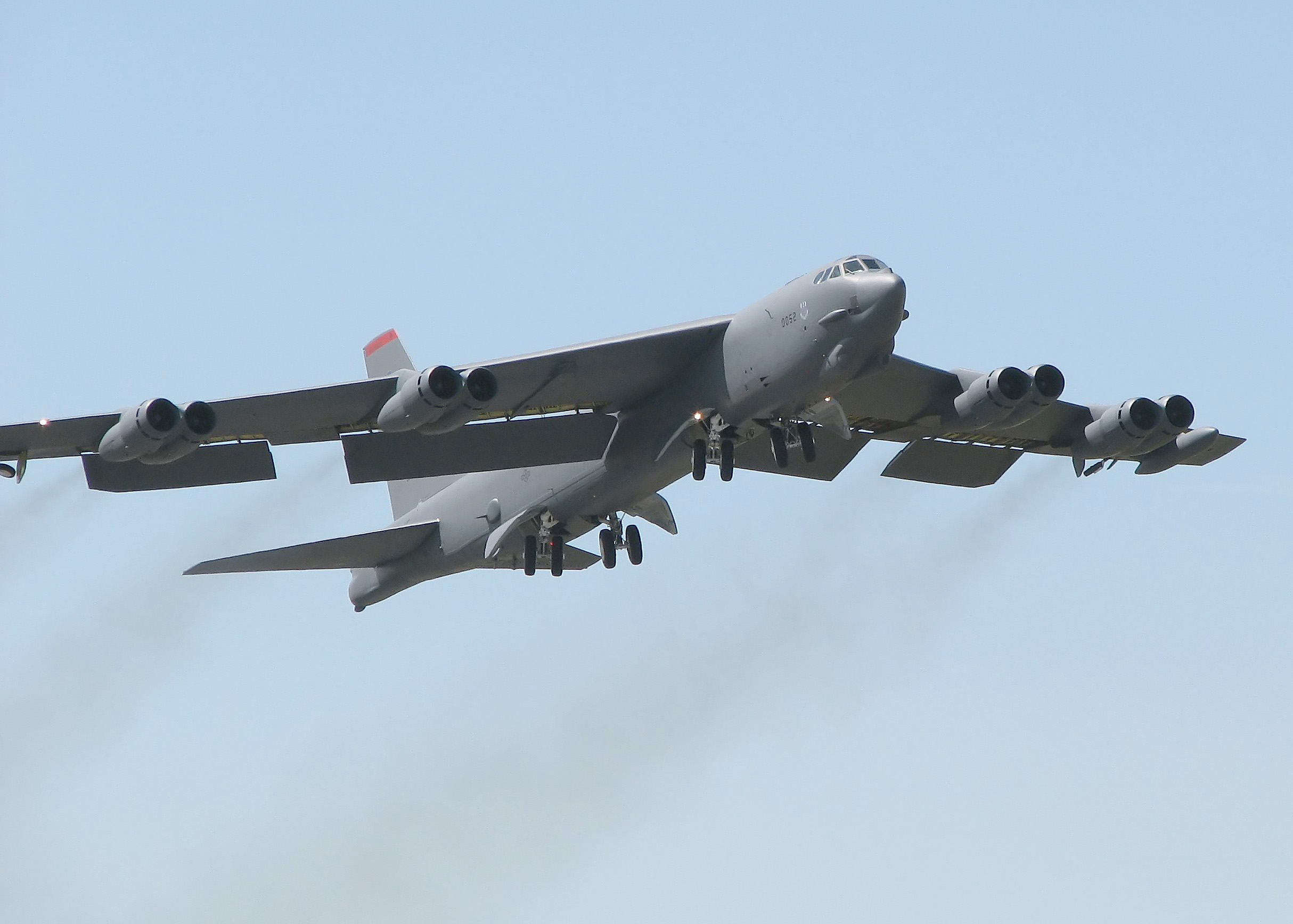
Imatge d'un B-52, tipus d'avió utilitzat durant els exercicis militars conjunts

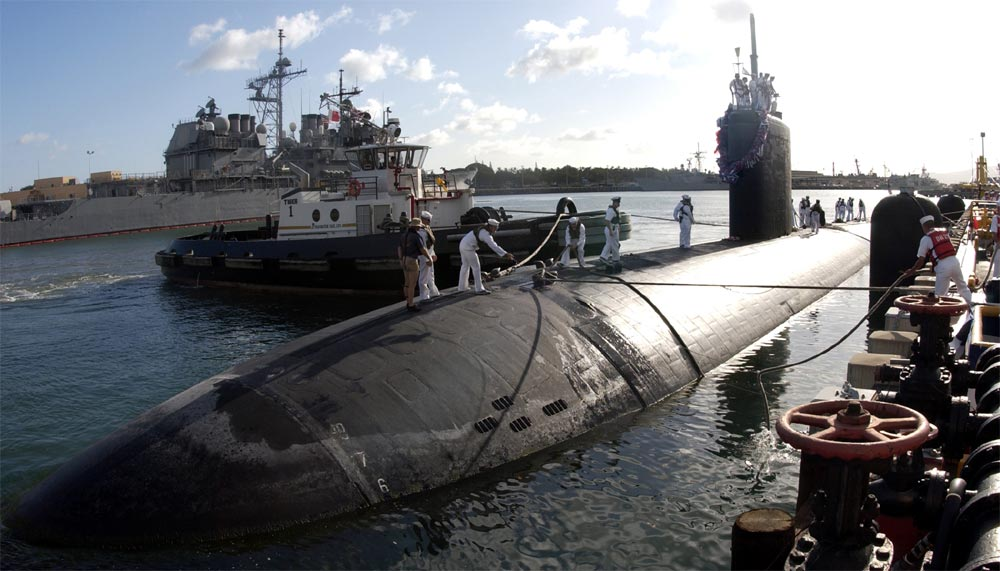
Imatge de l'USS Cheyenne SSN-773, el submarí que va participar en les maniobres FOAL Eagle

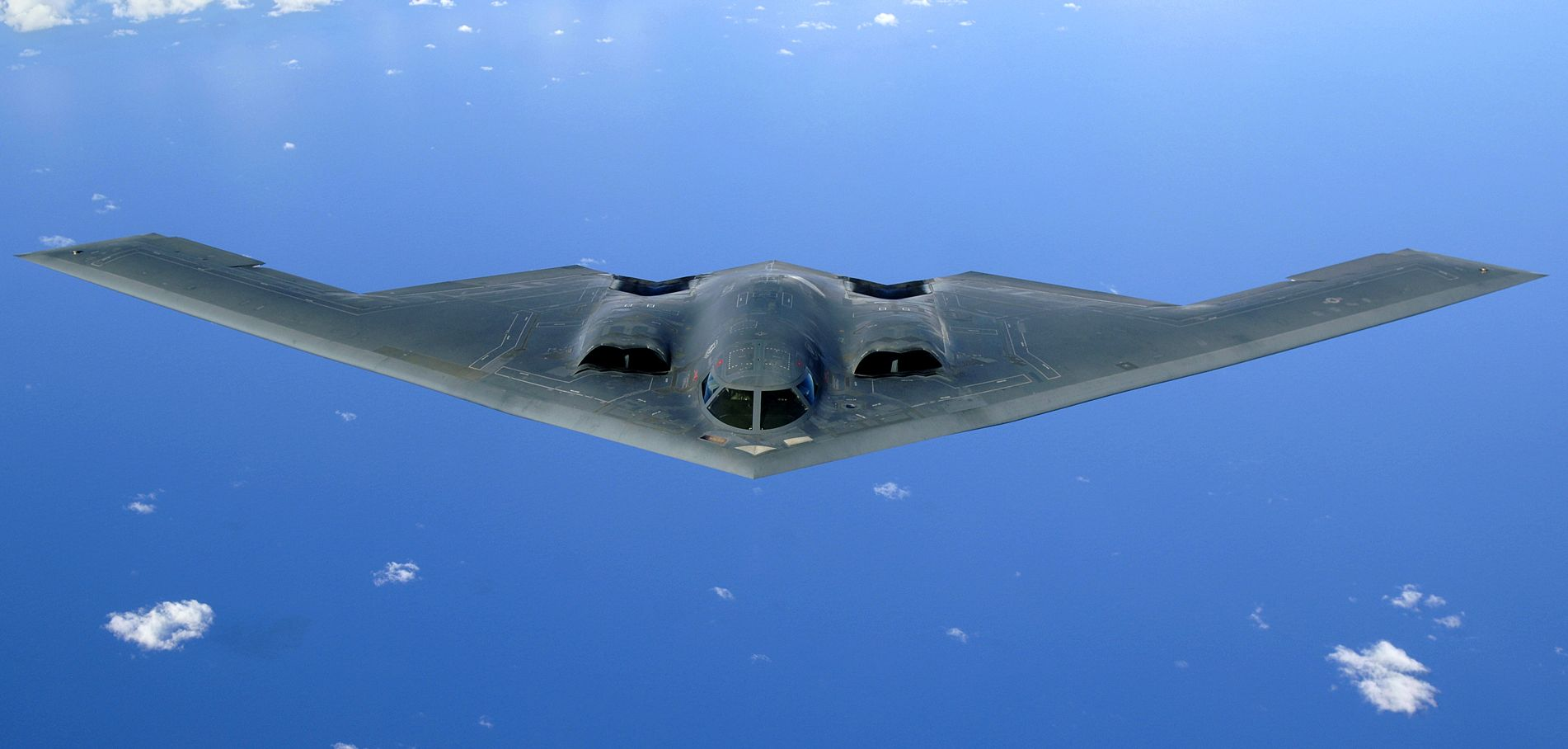
Un B-2 volant sobre l'oceà Pacífic.

Al començament del març del 2013, Corea del Sud i els Estats Units van iniciar les maniobres militars que realitzen anualment en conjunt. Més de 10.000 efectius sud-coreans i 3.000 nord-americans es van reunir en diferents llocs de Corea del Sud i van iniciar assajos bèl·lics.
Els exercicis militars conjunts Key Resolve i FOAL Eagle dels exèrcits nord-americans i sud-coreans no van fer més que empitjorar greument l'ambient de tensió a la península. El govern nord-coreà va denunciar que les maniobres militars conjuntes dels EUA i Corea del Sud eren exercicis orientats amb fins de provocació contra Corea del Nord. Corea del Nord va considerar que les mesures d'autodefensa preses eren necessàries per fer front a l'amenaça imperialista, ja que sostenen que els exercicis bèl·lics Key Resolve i FOAL Eagle són una amenaça contra el territori nord-coreà i un entrenament per a una futura invasió nord-americana-sud-coreana contra Corea del Nord, que segons alguns analistes formaria part d'un pla de sis punts del Pentàgon per a una guerra global.
El 18 de març George Little, portaveu del Pentàgon, va revelar que el 8 de març bombarders estratègics B-52 van sobrevolar la península de Corea com a part de les maniobres militars. Little va declarar que:
| « | Estem cridant l'atenció pel fet que hem ampliat les capacitats de dissuasió, que creiem que són importants de demostrar arran de la recent retòrica de Corea del Nord. | » |
| — | |   |

Davant d'això Kim Min-seok, el portaveu del Ministeri de Defensa sud-coreà va dir:
| « | Com que Corea del Nord va amenaçar amb atacar Corea del Sud amb armes nuclears, l'exercici amb la participació dels B-52 és significatiu, ja que demostra el compromís dels EUA per oferir el seu paraigües nuclear a la península coreana | » |
| — | |   |

Ashton Carter, el sotssecretari de Defensa dels Estats Units va ratificar el que s'ha dit en esmentar que: "Ens mantenim ferms en el nostre compromís de la dissuasió estesa oferta pel paraigua nuclear dels EUA", al que ha afegit que tots els recursos militars de nord-americans "estaran a disposició dels nostres aliats".
El 20 de març, l'agència de notícies sud-coreana Yonhap va donar a conèixer que des del 13 de març, el submarí USS Cheyenne participa en els maniobres conjuntes «FOAL Eagle». Va afegir que porta "míssils de creuer de llarg abast capaços d'atacar objectius en terra des del mar" tot i que "no porta a bord míssils nuclears".
El representant del Ministeri de Relacions Exteriors de Corea del Nord va declarar que la realització dels vols del B-52 és «una provocació imperdonable», ja que ocorren just quan les dues Corees estan «a la vora de la guerra». També va afirmar que Piongyang estava vigilant les maniobres i va anunciar un "contraatac militar fort" en cas que els B-52 tornessin a passar sobre la península.
El 28 de març, Estats Units va desplegar dos bombarders B-2 Spirit -amb capacitat per portar ogives nuclears- per participar en els exercicis militars conjunts amb Corea del Sud.

## Conseqüències

### Noves sancions contra Corea del Nord
Dies després de la prova nuclear, els Estats Units i altres països presents a les Nacions Unides van acordar d'imposar més sancions a Corea del Nord arran d'aquesta nova prova nuclear.
Aquests anuncis van fer que els nord-coreans tornessin a prendre represàlies. En aquest sentit, el govern nord-coreà va assegurar que, si calgués, Corea del Nord duria a terme atacs nuclears preventius contra els seus enemics Estats Units i Corea del Sud.

### Propaganda nord-coreana
Corea del Nord ha publicat una sèrie de vídeos propagandásticas posteriors a la prova nuclear, tots difosos en Uriminzokkiri, un portal oficial nord-coreà:
- El 20 de febrer, un vídeo d'aproximadament un minut i mig de durada titulat 《미국의 '덕' 이다》 ("És la" virtut "dels Estats Units") en el qual es poden observar seqüències d'imatges envoltades en flames que retraten soldats estatunidencs i el president dels Estats Units, Barack Obama, i finalitza amb una possible referència a la prova nuclear.[55]
- El 19 de març, un vídeo titulat 전쟁 의 아성 에 불벼락 치리 (traduïble per La guerra de Xing governa amb terrible veredicte), amb una durada aproximada de quatre minuts en què es poden veure diversos tipus d'armes i equips militars, a més del Capitoli sota la mira nord-coreana i a la Casa Blanca bombardejada.[56]
- El 22 de març, un altre vídeo d'aproximadament quatre minuts titulat «Una curta guerra de tres dies», en el qual té lloc una ofensiva d'artilleria nord-coreana contra els seus semblants del sud. Posteriorment, l'exèrcit de Corea del Nord travessa la frontera per terra i els paracaigudistes aterren a Seül.[57]

### Propaganda sud-coreana
El 25 de març, mentre una esquadrilla de bombarders B-52 nord-americans feia un simulacre d'atac nuclear real a blancs simulats de Corea del Nord, mitjans de premsa de Corea del Sud van emetre un programa on mostraven l'operació que els Estats Units que va culminar amb la captura i mort d'Osama Bin Laden l'any 2010 i que en l'actual pla de conjunt de Corea del Sud i Estats Units té com a objectiu atemptar contra el líder de Corea del Nord, Kim Jong-un, tal com ho varen fer amb Bin Laden. L'emissió també va indicar que tenien una llista i l'ordre de destrucció amb míssils de les estàtues dels líders de Corea del Nord ubicades a Pyongyang i altres ciutats, com l'estàtua del generalíssim Kim Jong-il.
L'emissió va indicar que no havia problemes quant a temes tècnics militars, i que vigilava totes les activitats de Corea del Nord, mentre indicava que des d'ara tindrien una política ofensiva contra Corea del Nord.

### Anul·lació de l'armistici entre Corea del Nord i del Sud

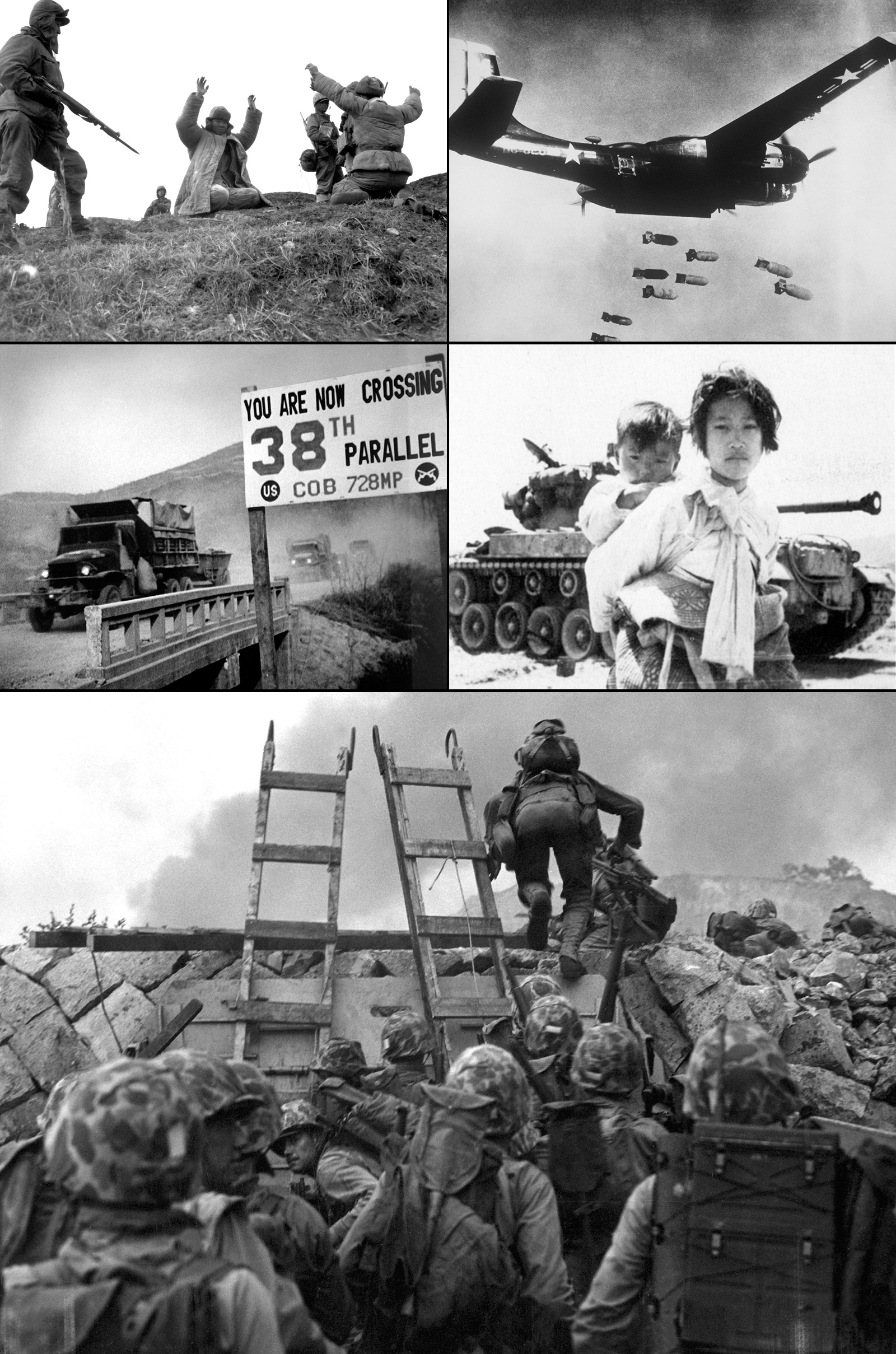
Guerra de Corea, esdevinguda entre 1950 i 1953. El Tractat de no-agressió que va finalitzar el conflicte, va deixar de ser vàlid l'11 de març de 2013.

El 8 de març de 2013, en resposta a les sancions donades per l'ONU, Corea del Nord va anunciar l'anul·lació de l'acord de no-agressió amb Corea del Sud que va posar fi a les hostilitats a la Guerra de Corea.
Corea del Nord va denunciar que els Estats Units tracta de desfermar la guerra a la Península de Corea, i que la suspensió de l'Acord d'Armistici va tenir com a causa, precisament, el fet que els Estats Units i Corea del Sud el van estar violant de manera permanent, en realitzar maniobres militars conjuntes que amenaçaven la seguretat de Corea del Nord.
Oficialment, l'armistici va quedar anul·lat l'11 de març de 2013, quan el Comandament Suprem de l'Exèrcit Popular de Corea va fer públic que l'Acord d'Armistici que es venia mantenint formalment quedaria invalidat a partir d'aquell mateixa data, a causa dels últims i més recents exercicis militars conjunts, "Key Resolve" i "FOAL Eagle", duts a terme pels exèrcits dels Estats Units i Corea del Sud a la península.
Aquest fet, a més, va trencar totes les relacions entre el Nord i el Sud, i els convertí novament en rivals directes. El Comitè per la Reunificació Pacífica de Corea va declarar que Corea del Nord "deroga tots els acords de no-agressió assolits entre el Nord i el Sud" i que "tallarà immediatament la línia de comunicació directa Nord-Sud" i tancarà el punt d'intercanvi de Panmunjom, a la zona desmilitaritzada".

### Preparació militar de Corea del Nord
El 10 de març de 2013, després d'anul·lar l'armistici i davant les maniobres bèl·liques que van iniciar Corea del Sud i Estats Units, el país socialista va dir que el seu exèrcit es trobava preparat per a una eventual "guerra total" i que davant qualsevol provocació atacarien. Les autoritats nord-coreanes van assegurar que els seus soldats només estaven esperant l'ordre per actuar, i donava per fet que les accions conjuntes dels seus enemics eren un pla d'invasió. A més, es va emfatitzar que les armes nuclears també entrarien en joc i que s'utilitzarien si calgués. En aquest sentit, el líder nord-coreà, Kim Jong-un, va assenyalar que:
| « | "La nostra línia d'avantguarda militar, l'armada, la marina i les forces aèries, les unitats antiaèries i les unitats de coets estratègics, que ja es troben en la fase de guerra sense quarter, esperen l'ordre final per atacar" (...) "una vegada emeti l'ordre, han de trencar la cintura dels enemics, seccionar-los el coll i mostrar-los d'aquesta manera què és una guerra de veritat", | » |

Corea del Nord estaria realitzant grans maniobres militars prop de la frontera intercoreana en resposta als exercicis que els Estats Units i Corea del realitzen a la frontera amb Corea del Nord. El Ministeri de Defensa sud-coreà va dir el govern nord-coreà efectuaria llançaments de míssils de curt abast cap a objectius simulats, o que duria a terme algun altre tipus de provocació militar.
L'agència de notícies oficial de Corea del Nord, KCNA, va denunciar que els Estats Units havia incomplert els tractats bilaterals que s'havien signat sobre proliferació nuclear i que els rumors difosos per Washington i Seül sobre una suposada provocació del Corea del Nord cap als Estats Units eren mentides pures i continuades.

### Increment del poder bèl·lic dels EUA

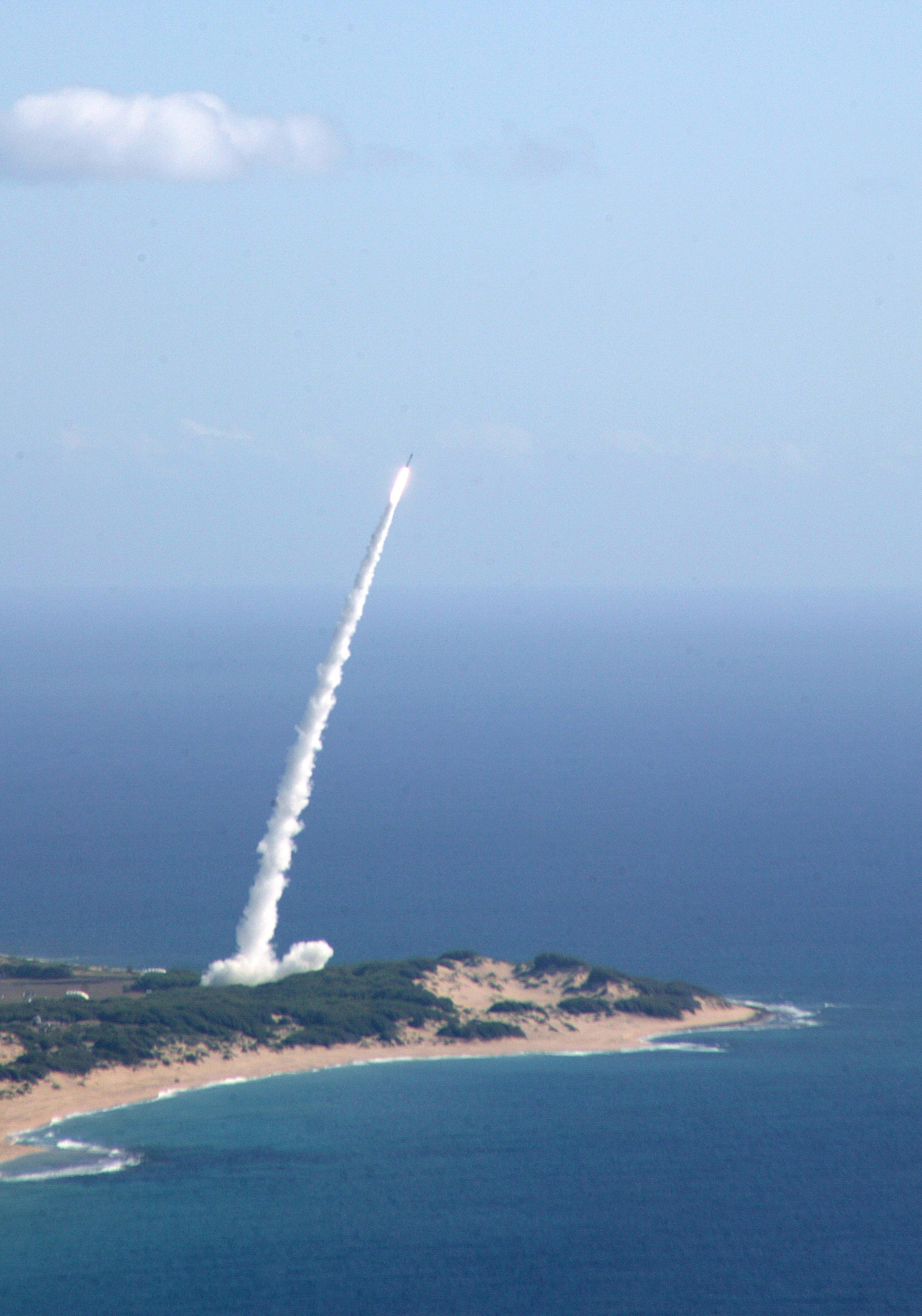
Míssil balístic intercontinental llançat des de l'oceà Pacífic per la Marina dels Estats Units durant una prova de l'Escut antimíssils, el 2007.

Les activitats d'increment de la barrera antimíssils dels EUA a la regió van agreujar la situació del conflicte. Abans de la crisi Estats Units ja tenia un total de 30 sistemes antimíssils a Alaska i Florida, i l'1 de març el govern de Barack Obama va anunciar que s'instal·larien 14 míssils interceptors amb base a terra en l'estat d'Alaska, d'acord amb les declaracions del Pentàgon on es va anunciar que el reforç de míssils nord-americà es produïa perquè l'exèrcit de Corea del Nord progressava més ràpid del que s'esperava.
Segons el diari The New York Times, la instal·lació de míssils addicionals a la costa oest dels EUA tindria un cost de 1.000 milions de dòlars, tot i que El Pentàgon patirà una retallada de pressupost de 46 000 milions de dòlars. El cap del Pentàgon, Chuck Hagel, va informar que es desplegarien nous complexos antimíssils a Alaska, Califòrnia i Japó, entre altres llocs de les costes del pacífic, i detallà que al Japó s'hi instal·laria una estació de radars. S'estima que la instal·lació completa haurà d'estar finalitzada vers l'any 2017, de manera que es reduirà el pressupost de l'escut antimíssils europeu per economitzar despeses i destinar-los a reforçar la barrera antimíssils a la regió Àsia-Pacífic. D'altra banda, el responsable de política del Departament de Defensa dels Estats Units, James Miller, va detallar que el Pentàgon estava iniciant estudis d'impacte mediambiental amb l'objectiu desplegar en tres llocs específics més bases d'interceptors en cas necessitat.
El 17 de març, Corea del Nord va avisar que el Japó podria ser un dels objectius dels llançaments de míssils des del país del nord peninsular, a causa de l'anunci de sancions addicionals al govern nord-coreà, per part del país nipó, a les ja preses per part de l'ONU.
Segons l'investigador Xavier Boltaina del Centre d'Investigacions Coreanes de la Universitat Complutense de Madrid, Corea del Nord en realitat no és una amenaça per als Estats Units i el veritable motiu del desplegament militar dels EUA és perquè la zona de la Xina, Japó, Corea del Sud, Corea del Nord, i la Federació Russa és una regió emergent econòmicament i els nord-americans usen com a excusa Corea del Nord per defensar els seus propis interessos, ja que tenen por de perdre la seva protagonisme a la regió. A més, se sumen les declaracions de l'exagent de l'MI5 Annie Machón, que va declarar que és poc probable que l'Iran i Corea del Nord siguin amenaces reals per als Estats Units i que el veritable objectiu del desplegament militar del país nord-americà seria el control dels recursos naturals de l'Àrtida.
D'altra banda, el delegat nord-coreà i únic representant occidental de Corea del Nord, el català Alejandro Cao de Benós de Les i Pérez, va declarar en una entrevista a la cadena RT que qualsevol provocació per part de Washington seria el detonant per a una guerra total; va assenyalar també que Corea del Nord desitjava la pau, però que no s'agenollaria davant dels Estats Units per aconseguir-la.

### Reacció civil a Corea del Sud
El 18 de febrer, els legisladors Shim Jae-chul i Yoo Ki-june del partit Saenuri van proposar l'adquisició d'armes nuclears durant una reunió amb els dirigents del partit. Shim Jae-chul va dir: "La nostra seguretat s'ha de basar en l'equilibri de la por". A més, va informar que considerava possible el retorn a Corea del Sud d'armes nuclears tàctiques nord-americanes. El diputat Yoo Ki-june va recolzar l'afirmació de Jae-chul, tot esmentant que en cas d'emergència les armes nuclears permetrien atacar preventivament les instal·lacions més rellevants de Corea del Nord. A més, Ki-june va proposar eliminar la norma introduïda recentment amb el consentiment dels EUA que impedeix als míssils balístics sud-coreans sobrepassar els 800 quilòmetres d'abast.
Per la seva banda, el 18 de març, Chung Mong Joon, també membre del Saenuri va dir que
| « | "Nosaltres, el poble coreà, hem estat enganyats per Corea del Nord durant els últims 20 o 30 anys i és hora que Corea del Sud afronti la realitat i faci el que ha de fer. La dissuasió nuclear pot ser l'única resposta. Hem de tenir capacitat nuclear " | » |
| — | |   |

Aquesta opinió té una acollida àmplia en la societat coreana, com es veu reflectit en enquesta elaborada per l'Institut d'Estudis Polítics Asan: el 66% dels sud-coreans dona suport al desenvolupament d'un programa d'armes nuclears.
D'altra banda, des que Corea del Nord va declarar nuls els acords de no-agressió amb el seu veí del sud, hi va haver un gran increment en la compra de conserves dins les botigues i supermercats sud-coreans.
Els ciutadans de Corea del Sud van reaccionar de diverses maneres a causa de l'augment de l'activitat militar nord-americana a la regió: mentre que d'una banda hi va haver manifestacions de grups pacifistes que s'oposaven a la pressió militar fins i tot del mateix exèrcit sud-coreà a causa que aquesta política hostil només agreujava el conflicte amb el nord, d'altra banda hi va haver manifestacions de sectors més conservadors i afins al govern que no només donen suport l'acció militar conjunta entre EUA i Surcorea sinó que a més van expressar la seva aversió contra el govern nord-coreà cremant pancartes en què estaven presents imatges del líder nord-coreà Kim Jong-un i altres amb imatges de la bandera de Corea del Nord; si bé en Corea del Nord són habituals les manifestacions en oposició al govern sud-coreà, els nord-coreans mai no han cremat la bandera de Corea del Sud en les seves manifestacions. El líder del grup va manifestar:
| « | "Corea del Nord ha estat amenaçant-nos i el govern hauria d'estar llest per a un fort contraatac". | » |

### Pla conjunt dels Estats Units i Corea del Sud

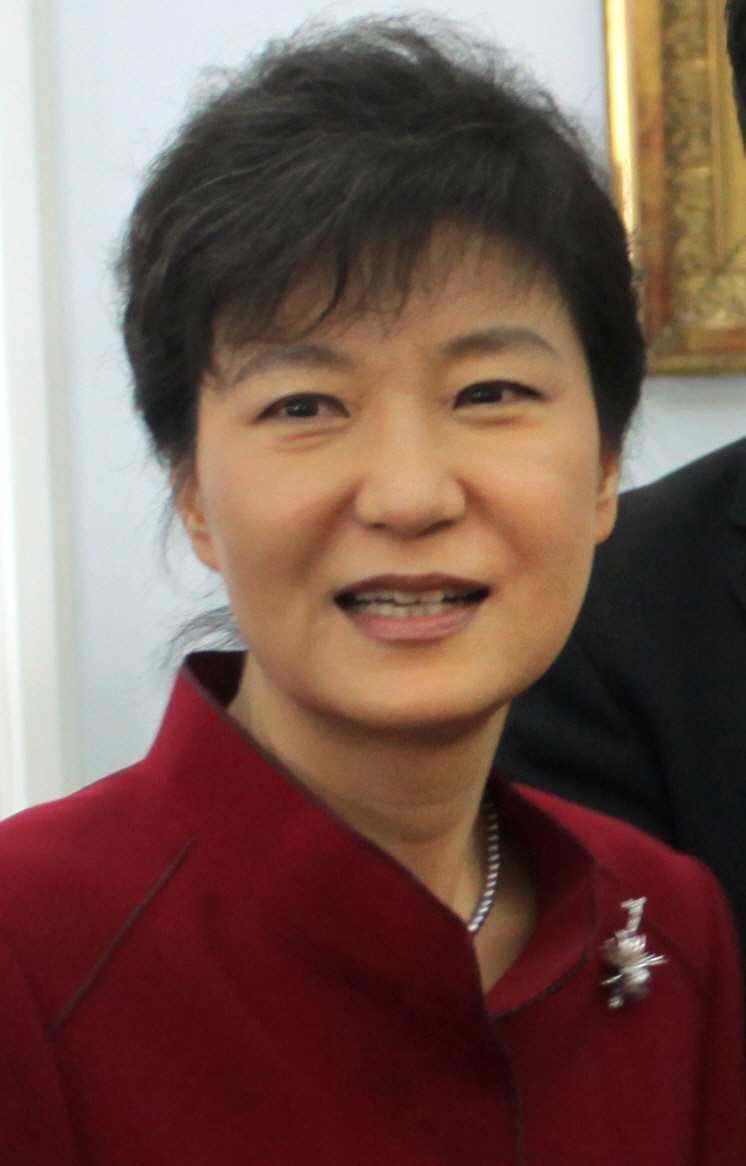
Park Geun-hye presidenta de Corea del Sud.

El 24 de març, els exèrcits dels Estats Units i Corea del Sud, representats pel cap de l'Estat Major Conjunt de les Forces Armades de Corea del Sud, el general Jung Seung-jo i el cap de les tropes nord-americanes a Corea del Sud, James D. Thurman, van signar un pla denominat "Pla Conjunt Contra Provocació".
Respecte del pla, el Comandament de Forces Conjuntes dels Estats Units i Corea del Sud va informar:
| « | En completar aquest pla, hem millorat la nostra postura conjunta de preparació perquè ens permeti respondre de manera immediata i decisiva a qualsevol provocació de Corea del Nord. El pla complet inclou els procediments de consulta i acció per permetre una resposta conjunta forta i decisiva de la República de Corea i els Estats Units a les provocacions i les amenaces de Corea del Nord. | » |
| — | |   |

Segons aquest document, l'exèrcit sud-coreà tindria un rol més actiu en la presa de les contramesures respecte a Pyongyang durant la primera etapa. Els oficials militars sud-coreans també van afirmar que els EUA proporcionarien reforços tant des de Corea del Sud com des del Japó i altres països de la regió que estan dins del Comandament del Pacífic dels Estats Units en cas d'un increment de les amenaces de Corea del Nord. El 2 d'abril de 2013 el Departament de Defensa dels Estats Units va enviar dos vaixells de guerra a la península coreana sota el pretext de participar en les maniobres militars conjuntes amb Corea del Sud. Les naus de guerra en qüestió són l'USS Fitzgerald, i el destructor John McCain, dotat d'un sistema antimíssils equipat amb radars i coets. A més, El Pentàgon va traslladar a la península la plataforma naval SBX-1 que compta amb un radar destinat a "supervisar moviments militars del país asiàtic". La mobilització d'aquests destructors s'uneix al contingent d'avions de guerra F-22 Raptors que el Departament de Defensa ja havia enviat la setmana anterior a Corea del Sud, també com a "part d'exercicis militars amb els països del sud d'Àsia. Per la seva banda, el líder nord-coreà Kim Jong-un hauria donat ordres secretes a les seves tropes a la frontera amb Corea del Sud de no obrir foc primer, per tal de no oferir pretext a Corea del Sud i als Estats Units per llançar un atac de represàlia.
Segons un informe de l'agència japonesa Kyodo, els Estats Units estarien considerant el desplegament d'avions no tripulats per espiar Corea del Nord. Els drones Global Hawk destacats a Guam serien traslladats a la base Misawa al Japó des d'on Washington i Seül augmentarien la vigilància sobre les instal·lacions on presumptament Pyongyang alberga míssils de mitjà-llarg abast Musudan, l'abast dels quals s'estima en uns 4.000 quilòmetres, i que tindrien, per tant, capacitat per arribar tant a les bases nord-americanes a Guam com a territori japonès. Segons apunten mitjans nipons, l'escalada de tensió a la península coreana va motivar l'operatiu dels drones, després que Pyongyang anunciés que no podria garantir la seguretat de diplomàtics estrangers en el seu territori a partir del 10 d'abril, de manera que van augmentar les especulacions d'un possible atac de Pyongyang durant els dies següents.
Corea del Nord i els Estats Units no mantenen relacions diplomàtiques. Tanmateix, i de manera extraoficial, el basquetbolista de l'NBA Dennis Rodman, va estar una setmana de gira per Corea del Nord per gravar un documental sobre els Harlem Globetrotters, durant els últims dies de febrer i la primera setmana de març, Després d'una reunió informal amb Kim Jong-un, Dennis Rodman va assegurar que el líder nord-coreà no volia cap guerra amb els Estats Units

## Declaració d'"estat de guerra" per part de Corea del Nord

Abast probable dels míssils nord-coreans

Entre el 25 al 29 de març bombarders B-52 i B-2A nord-americans, amb capacitat nuclear, van llançar bombes nuclears simulades a blancs davant del mar Corea, el que va ser considerat per Pyongyang com l'inici de la guerra contra la seva nació.
El 30 de març, Corea del Nord va declarar l'inici de l'"estat de guerra" i la fi de l'"estat d'armistici" amb Corea del Sud mitjançant una declaració especial del govern, els partits polítics i les entitats de Corea del Nord:
| «                                                                                | "Primer, des d'ara les relacions entre el Nord i el Sud entren en estat de guerra i, per tant, tots els problemes emergents entre ambdues parts es tractaran en atenció a l'estat de guerra. A la Península Coreana s'ha posat fi a l'estat d'armistici. | » |
| — Declaració especial del govern, els partits polítics i les entitats de la RPDC | |   |

El govern nord-coreà va indicar que, des d'aquest moment, totes les accions es resoldrien com en temps de guerra, la qual cosa incloïa eventuals atacs i llançament de míssils. El govern nord-coreà també va llançar una amenaça cap als Estats Units si envaïen territori de Corea del Nord:
| « | Segon, les provocacions militars de l'imperi nord-americà i la seva camarilla titella sud-coreana en qualsevol zona, sigui en les cinc illes del Mar Oest de Corea, sigui en la línia de demarcació militar, per iniciar la guerra d'invasió contra la RPDC, no acabaran en conflicte local sinó que es desenvoluparan com a guerra total, guerra nuclear. | » |

El país del nord a més va expressar sobre una eventual guerra per reunificar les Corea, que
| « | aconseguirem la victòria final de la gran guerra per la reunificació de la pàtria sense perdre cap manera l'oportunitat tan esperada. La gran contesa per la reintegració nacional no durarà durant tres dies sinó que acabarà com un llampec en ocupar d'un alè el territori total de Corea del Sud incloent l'illa Jeju sense deixar-los a l'imperi nord-americà i els seus titelles bel·licistes sud-coreans ni un moment per girar-se sobre sí mateixos i es realitzarà de manera tridimensional en el cel, la terra i el mar i sense distinció del front i la rereguarda. | » |

Mentre es produïa la declaració d'"estat de guerra", Corea del Nord va ordenar a les seves tropes que es mobilitzessin i que ampliessin el sistema de llançamíssils. També es va informar que el govern nord-coreà amenaçava amb tancar el parc industrial de Kaesong si Corea del Sud continuava agredint la seva sobirania. El 3 d'abril, Corea del Nord va prohibir als sud-coreans d'accedir al complex, i només va permetre la sortida dels que encara hi eren. Finalment, el dia 8 d'abril, el govern de Corea del Nord va anunciar que retirava la totalitat dels seus 53.000 treballadors i que es plantejaria si el complex hauria de continuar funcionant o bé ser definitivament tancat.

### Resposta de Corea del Sud
Després de la declaració de l'"estat de guerra", la recentment electa presidenta de Corea del Sud, Park Geun-hye, va respondre fermament al fet i va anunciar que estaven preparats per a qualsevol atac i, si calia, per a una ofensiva.
El país del sud també va incrementar la seva milícia i el seu sistema de defensa, a més de prometre una dura resposta a Corea del Nord davant un eventual atac. Després d'això, els Estats Units va augmentar la seva ajuda a la regió i les dues nacions van augmentar els seus entrenaments militars. La presidenta sud-coreana també va insistir en la necessitat de "protegir el poble" i de no seguir aguantant més amenaces del seu enemic.

## Reaccions internacionals
- Estats Units: Caitlin Hayden, la portaveu del Consell Nacional de Seguretat dels Estats Units va dir: "Hem vist informes sobre un nou i negatiu comunicat de Corea del Nord. Ens prenem seriosament aquestes amenaces i estem en contacte permanent amb els nostres aliats de Corea del Sud ". També va dir que el seu país continuaria "adoptant mesures addicionals contra l'amenaça de Corea del Nord", com el reforç addicional de la barrera antimíssils del Pacífic.[102][103]
- Japó:Quan el Secretari d'Estat dels Estats Units John Kerry va visitar Beijing, Corea del Nord va llançar una nova amenaça, aquest cop contra les ciutats japoneses de Tòquio, Kyoto, i Osaka. Durant la visita, Kerry va manifestar que Corea del Nord no seria acceptada com a potència nuclear.[104] Com a resposta a aquestes amencaces, el Japó va desplegar bateries antimíssils en diversos indrets al voltant de la seva capital, Tokyo.[105] El Ministre de Defensa japonès, Itsunori Onodera, va ordenar el desplegament de quatre destructors de classe Kongō japonesos al Mar del Japó amb ordres d'abatre qualsevol míssil nord-coreà que anés dirigit a territori japonès. Els destructors estan equipats amb l'Aegis Ballistic Missile Defense System, i armats amb míssils interceptors del tipus RIM-161 Standard Missile 3, dissenyats per interceptar míssils balístics de curt a mitjà abast.[106]
- Corea del Sud: Un comunicat del Ministeri de Reunificació de Corea del Sud, va assegurar que "la declaració de Corea del Nord no és una amenaça nova, sinó la continuació de les seves amenaces provocadores."[107][108][109] Per la seva banda, el Ministeri de Defensa va dir que les forces armades del seu país "segueixen amb atenció els moviments militars de Corea del Nord i la castigaran en cas de provocació".[110][111]
- Corea del Nord: L'1 de gener de 2013 el líder nord-coreà Kim Jong-un va anunciar en el seu discurs d'any nou que exhortava Corea del Sud a posar punt final a la confrontació entre ambdues nacions.[112] però, després de les sancions del Consell de Seguretat de l'ONU pel llançament del satèl·lit Kwangmyongsong-3, Corea del Nord va realitzar la seva tercera prova nuclear i la cancelleria va declarar el 12 de febrer que es tractava d'una resposta a les hostilitats dels Estats Units contra el país,[113] i després l'escalada del conflicte va anar augmentant fins a arribar als exercicis militars combinats entre els Estats Units i Corea del Sud, sobre els quals el portaveu de la Comandància Suprema de l'EPC va denunciar el 21 de març que els exercicis Key Resolve i FOAL Eagle dels EUA a Corea del Sud eren els responsables de portar el conflicte a la península i que es prendrien com a blanc les illes de Guam i Okinawa, des d'on els Estats Units despleguen les seves flotes de bombarders B-52 i submarins nuclears.[114] Finalment, el 29 de març Pyongyang va anunciar que les relacions amb el sud van entrar en fase de guerra causa de l'increment de les hostilitats a la península,[115] i el 30 de març el govern, els partits polítics i altres entitats nord-coreanes van emetre un comunicat anunciant qualsevol provocació contra Corea del Nord per part dels EUA i Corea del Sud es considera una invasió i donarà lloc a una "guerra sense quarter" que comportaria l'ús de l'armament nuclear.[94]
- R.P. de la Xina: Hong Lei, portaveu del Ministeri d'Afers Exteriors xinès, va declarar que s'esperava que "les parts treballin de forma conjunta per pressionar i aconseguir un canvi de tendència de la tensa situació actual". Xina va defensar la represa de les negociacions de les "sis parts" o del "sextet"; les quals inclouen les dues Corees, la Xina, Rússia, Estats Units i el Japó, i han estat paralitzades des de 2008 per decisió nord-coreana.[116]
- Rússia: Un comunicat del ministre de Relacions Exteriors Serguei Lavrov va expressar que: "La nostra preocupació és que, juntament amb una reacció adequada del Consell de Seguretat, s'estan prenent al voltant de Corea del Nord accions unilaterals que es manifesten en l'augment de l'activitat militar: la situació se'ns pot anar de les mans i caure en un cercle viciós", a més va assenyalar que "en principi veiem de manera negativa qualsevol mesura de les parts que d'una manera o altra augmenti la tensió. És clar, jutjarem la situació no per les declaracions bel·licoses-que, per cert, no només provenen de Pyongyang-, sinó per les mesures específiques que qualsevol de les parts pugui dur a terme. Llavors prendrem una posició".[117] Posteriorment a la declaració de "estat de guerra" el Ministeri de Relacions Exteriors va emetre un altre comunicat on va dir que l'actitud del seu govern davant "qualsevol pas que d'una manera o altra porti a l'escalada de les tensions a la península coreana és negativa." També afirmà que esperava "que totes les parts del conflicte actuïn amb màxima moderació i responsabilitat pel futur de la península coreana". Va afegir que estava "en contacte amb els seus socis del sextet pel programa nuclear de Corea del Nord per tal d'evitar que la situació se surti més enllà dels límits polítics i diplomàtics".[118]
- Austràlia: Bob Carr, ministre d'Exteriors, va assegurar que el govern nord-coreà "és una autèntica amenaça a la seguretat de milions de persones" i que calia imposar noves sancions.[119]
- Alemanya: El ministre d'Exteriors, Guido Westerwelle va declarar que el govern nord-coreà "ha de deixar de jugar amb foc" i que el govern alemany estava col·laborant amb els seus socis per aconseguir que Pyongyang " acabi amb les seves amenaces i abandoni el seu programa nuclear, que està violant les normes del dret internacional".[120][121]
- França: El govern francès va demanar al govern de Corea del Nord que evités "tota nova provocació" i el va exhortar a complir "les seves obligacions internacionals" i a "reprendre ràpidament el camí del diàleg".[122][123]
- Regne Unit: El govern britànic va afirmar que les amenaces serviran al govern nord-coreà "només per aïllar-se encara més" i que aquest només pot perseguir els seus interessos mitjançant el diàleg constructiu amb els altres països.[122] En aquest mateix senti, el Primer Ministre David Cameron va subratllar la necessitat de mantenir la flota de submarins de Classe Vanguard, cadascun dels quals pot dur fins a setze míssils balístics de llançament submarí tipus Trident, equipats amb ogives nuclears, atès el perill que podrien representar, per a la seguretat del Regne Unit, països com Iran o Corea del Nord.[124]
- Espanya: El Ministre d'Afers Exteriors i Cooperació, José Manuel García-Margallo, va assegurar que la Unió Europea havia instat Corea del Nord a endegar negociacions amb tots els països de la seva àrea per mantenir "la seguretat i l'estabilitat" a la zona. També va dir que "hi ha una enorme preocupació a Espanya, a la Unió Europea i en tot el món per la carrera de provocacions de Corea del Nord".[125]

## Cronologia de la crisi: abril del 2013
- 1 d'abril: La presidenta de Corea del Sud adverteix el seu veí del nord que respondrà amb força a qualsevol atac.[100]
- 2 d'abril: Corea del Nord anuncia que reactivarà totes les seves instal·lacions nuclears, inclòs un reactor nuclear situat a Yongbon.[126]
- 3 d'abril: El règim de Pyongyang prohibeix l'entrada al país de més de 800 treballadors sud-coreans del complex industrial de Kaesong.[98]
- 4 d'abril: Corea del Nord assegura que està preparada per atacar amb armes nuclears els Estats Units.[127]
- 5 d'abril: Corea del Nord recomana l'evacuació de tot el personal de les ambaixades estrangeres a Pyongyang.[128] Malgrat aquest advertiment, les ambaixades estrangeres romanen a Pyongyang.[129]
- 6 d'abril: El govern de Corea del Nord manifesta que, a partir del 10 d'abril, no podrà garantir la seguretat del personal de les ambaixades.[130]
- 7 d'abril: El govern del Japó manifesta que activarà el seu protocol antimíssils, en previsió d'un possible atac per part de Corea del Nord.[131]
- 8 d'abril: El govern de Corea del Sud considera que és molt probable que el seu veí del nord torni a realitzar una prova nuclear ben aviat.[132] El mateix dia 8, el govern de Corea del Nord anuncia el tancament del complex industrial conjunt de Kaesong.[99]
- 9 d'abril: El règim de Pyongyang recomana la sortida de tots els ciutadans estrangers, en previsió d'un possible esclat de les hostilitats.[133]
- 10 d'abril: Els Estats Units i Corea del Sud eleven el seu nivell d'alerta, davant la possibilitat que el règim de Corea del Nord efectuï una prova amb míssils balístics.[134] El mateix dia 10, el diari oficial del Partit dels Treballadors de Corea, Rodong Sinmun, anuncia, en un dels seus articles, que causarà la destrucció del Japó si actua políticament contra el seu país.[135][136]
- 11 d'abril: El G8 emet una enèrgica condemna contra el desenvolupament de míssils balístics i d'armes nuclears per part de Corea del Nord.[137]
- 12 d'abril: El Secretari d'Estat dels Estats Units John Kerry arriba a Seül per tractar la crisi de Corea de Nord.[138] Mentrestant, els Estats Units admeten que el règim comunista de Pyongyang tindria capacitat per muntar i llançar un míssil de llarg abast.[139] Tanmateix, els Estats Units afirmen que el règim nord-coreà no tindria capacitat per llançar un míssil amb càrrega nuclear.[140]
- 13 d'abril: John Kerry arriba a la Xina per demanar al govern d'aquell país que utilitzi tota la seva influència sobre Corea del Nord per tal de dissuadir-la de les seves ambicions nuclears.[141]
- 14 d'abril: John Kerry insta el govern nord-coreà a seure a la taula de manera responsable per acabar amb les tensions regionals.[142] El govern de Corea del Nord respon a l'oferiment i el qualifica de "truc astut".[143][144]